# François Rougé
Pour les articles homonymes, voir Rougé (homonymie).
François Rougé, né le 15 décembre 1845 à Belvèze (Aude) et mort le 2 janvier 1900 à Toulouse (Haute-Garonne), est un homme politique français.

## Biographie
Avoué, puis banquier à Limoux, il est maire de Limoux, conseiller général et député de l'Aude de 1876 à 1877 et de 1878 à 1885, siégeant à gauche. Il est l'un des 363 qui refusent la confiance au gouvernement de Broglie, le 16 mai 1877. Rallié au boulangisme, il échoue à reconquérir son siège en 1889 et quitte définitivement la vie politique.

## Sources
- « François Rougé », dans Adolphe Robert et Gaston Cougny, Dictionnaire des parlementaires français, Edgar Bourloton, 1889-1891 [détail de l’édition]
- « François Rougé », dans le Dictionnaire des parlementaires français (1889-1940), sous la direction de Jean Jolly, PUF, 1960 [détail de l’édition]